# Henry St John-Mildmay (4e baronnet)
Henry St John Carew St John-Mildmay, 4e baronnet (15 avril 1787 - 17 janvier 1848), de Dogmersfield Park, Hampshire, est un homme politique anglais.

## Biographie

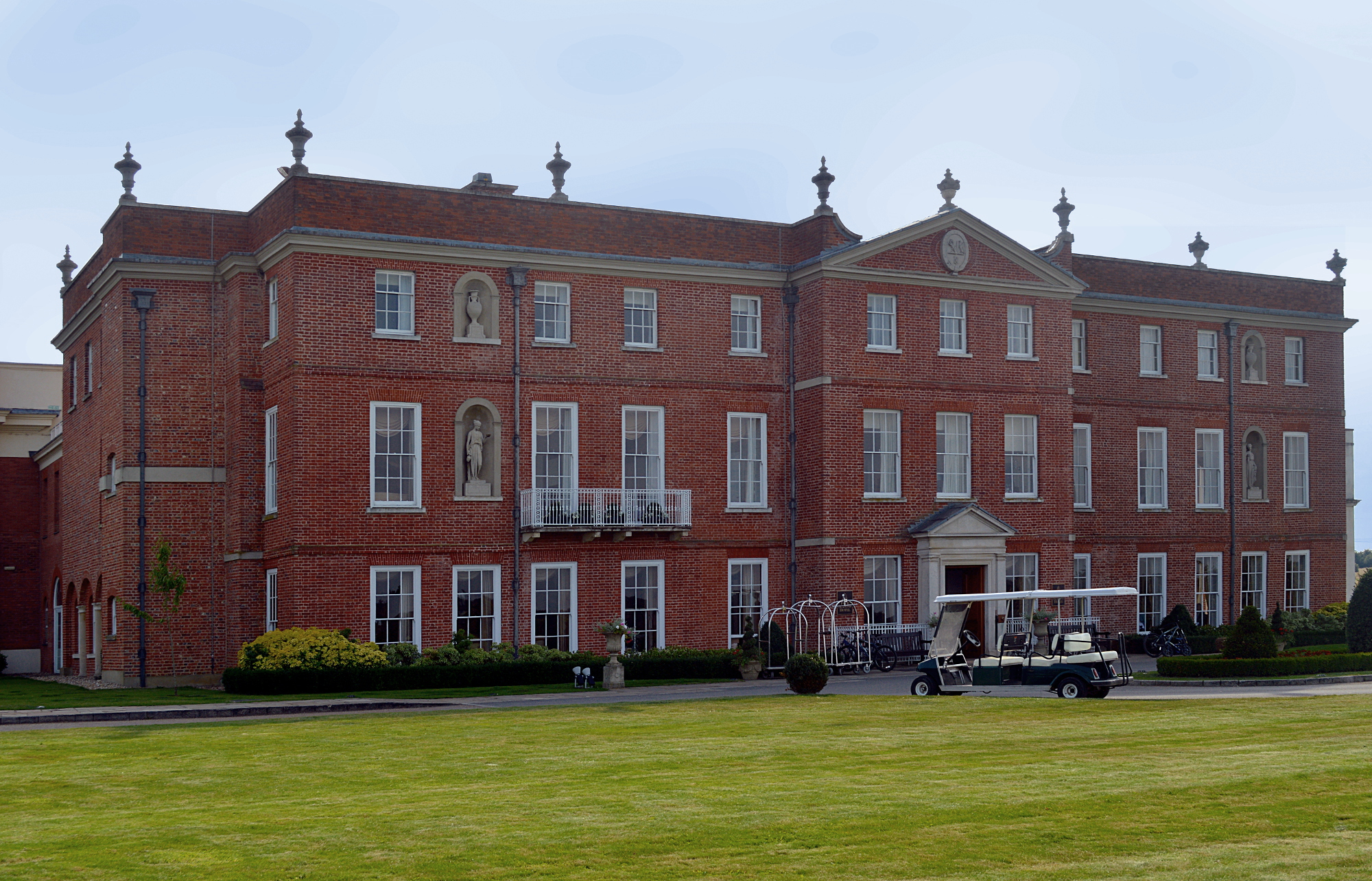
Dogmersfield Park - le siège de St John Mildmay

Il est le fils de Henry St John-Mildmay (3e baronnet) de Dogmersfield Park et fait ses études à la Winchester School (1798-1802) et à la Christ Church d'Oxford (1805).
Il est député de Winchester de 1807 à 1818 et maire de Winchester en 1808.
Il succède à son père comme baronnet le 11 novembre 1808. Il se marie deux fois; d'abord, en 1809, à Charlotte, la fille de Bartholomew Bouverie, avec qui il a un fils. En 1815, cinq ans après la mort prématurée de Charlotte après avoir donné naissance à leur fils, il s'enfuit avec sa sœur Harriet (épouse d'Archibald Primrose (4e comte de Rosebery)) à Stuttgart, Wurtemberg. Ensemble, ils ont trois fils. Malheureusement, Harriet finit par le quitter et, en proie à des problèmes financiers, il se suicide le 17 janvier 1848.

## Descendance
Avec Charlotte :
- Henry St John-Mildmay (5e baronnet) (31 juillet 1810-16 juillet 1902)

Avec Harriet :
- Edmund Henry (1815-8 octobre 1905); marié à Louisa Josephine Saunders (décédée le 27 janvier 1865), ex-épouse d'Henry de Hoghton, 9e baronnet. Ils ont une fille, Evelyn Augusta. Deux ans après la mort de Louisa, il épouse sa cousine, Augusta Jane, fille de Carew Antony St John-Mildmay. Ils ont trois enfants.
- Horace Osborne (1817-5 mai 1866) ; sert comme officier dans le 5th Hussars autrichien. Il épouse Jane Dombach en 1844. Ils ont quatre fils, dont Edward (29 septembre 1845-18 juillet 1917), vice-consul de l'Empire autrichien à Milan.
- Augustus Fitzwalter (décédé le 8 mars 1839) ; est officier dans le 7th Austrian Hussars. Célibataire.